# Bengel
Bengel is een plaats in de Duitse deelstaat Rijnland-Palts, en maakt deel uit van de Landkreis Bernkastel-Wittlich.
Bengel telt 852 inwoners.

## Bestuur
De plaats is een Ortsgemeinde en maakt deel uit van de Verbandsgemeinde Traben-Trarbach.

## Bezienswaardigheden
- Sint-Quirinuskerk
- Klooster Springiersbach